# Gotham (série télévisée)
Pour les articles homonymes, voir Gotham.
Gotham est une série télévisée américaine de 100 épisodes de 42 minutes créée par Bruno Heller, diffusée simultanément du 22 septembre 2014 au 25 avril 2019 sur le réseau Fox aux États-Unis et sur le réseau CTV puis CTV 2, au Canada.
La série est basée sur les personnages des comics de l'univers Batman créés par Bob Kane et Bill Finger, et plus spécifiquement celui de l'inspecteur James Gordon (incarné par Ben McKenzie), qui est le protagoniste de la série. Celle-ci s'intéresse également au jeune Bruce Wayne (joué par David Mazouz). Bruno Heller et Danny Cannon sont les producteurs délégués de la série et sont respectivement le scénariste et le réalisateur de l'épisode pilote.
En France, la série est diffusée depuis le 23 septembre 2014 en version originale sous-titrée français sur le service de vidéo à la demande MYTF1 VOD puis à partir du 3 février 2016 en version française sur TMC, la série est également diffusée sur TF1 depuis le 4 octobre 2017, depuis le 9 novembre 2017 sur Warner TV. Au Québec, depuis le 25 août 2015 sur MusiquePlus puis en clair à partir du 22 janvier 2016 sur V et en Belgique, depuis le 12 septembre 2015 sur La Deux.

## Synopsis
Gotham City est une ville rongée par la criminalité, les politiciens et les policiers sont corrompus par les mafieux pour qu'ils détournent les yeux et leur laissent le contrôle des rues et des affaires. Mais une nuit, Thomas et Martha Wayne, un couple de milliardaires humanistes, sont tués dans une ruelle de Gotham sous les yeux de leur fils unique, Bruce Wayne. L'inspecteur James Gordon, l'un des rares policiers intègres de la ville et récemment muté, jure de retrouver le coupable. Il ignore que cet assassinat va déclencher une guerre entre les gangs de Carmine Falcone et Salvatore Maroni, un bain de sang dont comptent tirer profit Fish Mooney, lieutenant de longue date de Falcone qui rêve de prendre le contrôle de son empire, et Oswald Cobblepot, un homme de main de Mooney prêt à tout pour devenir le numéro 1.

## Distribution

### Acteurs principaux
- Benjamin McKenzie (VF : Bruno Choël) : l'inspecteur / capitaine / commissaire James Gordon
- Donal Logue (VF : Jean-François Aupied) : l'inspecteur / capitaine Harvey Bullock
- David Mazouz (VF : Henri Bungert) : Bruce Wayne / Le Chevalier Noir, Sujet 514A 
  - Mikhail Mudrik (physique) et David Mazouz (voix) (VF : Adrien Antoine) : Bruce Wayne / Batman (saison 5)
- Sean Pertwee (VF : Julien Kramer) : Alfred Pennyworth
- Robin Lord Taylor (VF : Stéphane Marais) : Oswald Cobblepot / Le Pingouin
- Erin Richards (VF : Claire Guyot) : Barbara Eileen Kean
- Camren Bicondova (VF : Camille Gondard) (1re voix, saison 1) puis (VF : Adeline Chetail) (2e voix, saisons 2 à 5) : Selina Kyle / Cat
  - Lili Simmons (VF : Adeline Chetail) : Selina Kyle / Catwoman (saison 5, épisode 12)
- Cory Michael Smith (VF : Cyrille Thouvenin) : Edward Nygma / L'Homme-Mystère
- Zabryna Guevara (VF : Brigitte Virtudes) : la capitaine Sarah Essen (principale saison 1, invitée saison 2)
- Victoria Cartagena (en) (VF : Céline Ronté) : Renee Montoya (saison 1)
- Andrew Stewart-Jones (en) (VF : Jean-Baptiste Marcenac) : Crispus Allen (en) (saison 1)
- John Doman (VF : Philippe Dumond) : Carmine Falcone (principal saison 1, invité saisons 2 et 4, récurrent saison 3)
- Jada Pinkett Smith (VF : Maïk Darah) : Fish Mooney (principale saison 1, invitée saisons 2 et 3)
- Drew Powell (VF : Jean-Luc Atlan) : Butch Gilzean / Cyrus Gold / Solomon Grundy (récurrent saison 1, principal saisons 2 à 4)
- Morena Baccarin (VF : Laurence Bréheret) : Dre Leslie « Lee » Thompkins (récurrente saison 1, principale saisons 2 à 5)
- Nicholas D'Agosto (VF : Damien Ferrette) : Harvey Dent (récurrent saison 1, principal saison 2)
- Chris Chalk (VF : Namakan Koné) : Lucius Fox (invité saison 1, principal saisons 2 à 5)
- Jessica Lucas (VF : Marie-Eugénie Maréchal) : Tabitha Galavan / Tigress (saisons 2 à 5)
- James Frain (VF : Bernard Gabay) : Theo Galavan / Azrael (saison 2)
- Michael Chiklis (VF : Patrick Messe) : le capitaine Nathaniel Barnes / L'Exécuteur (saisons 2 et 3)
- Benedict Samuel (en) (VF : Anatole de Bodinat) : Jervis Tetch / Le Chapelier fou (principal saison 3, récurrent saison 4 et invité saison 5)
- Clare Foley (VF : Maryne Bertieaux) (saisons 1 à 3) puis Maggie Geha (VF : Camille Donda) (saisons 3 et 4) puis Peyton List (VF : Stéphanie Hédin) (saisons 4 et 5) : Ivy Pepper / Poison Ivy (récurrente saisons 1, 2 et 4, principale saison 3 et invitée saison 5)
- Alexander Siddig (VF : Maurice Decoster) : Ra's Al Ghul (invité saison 3, principal saison 4)
- Crystal Reed (VF : Olivia Dalric) : Sofia Falcone (saison 4)

Acteurs principaux
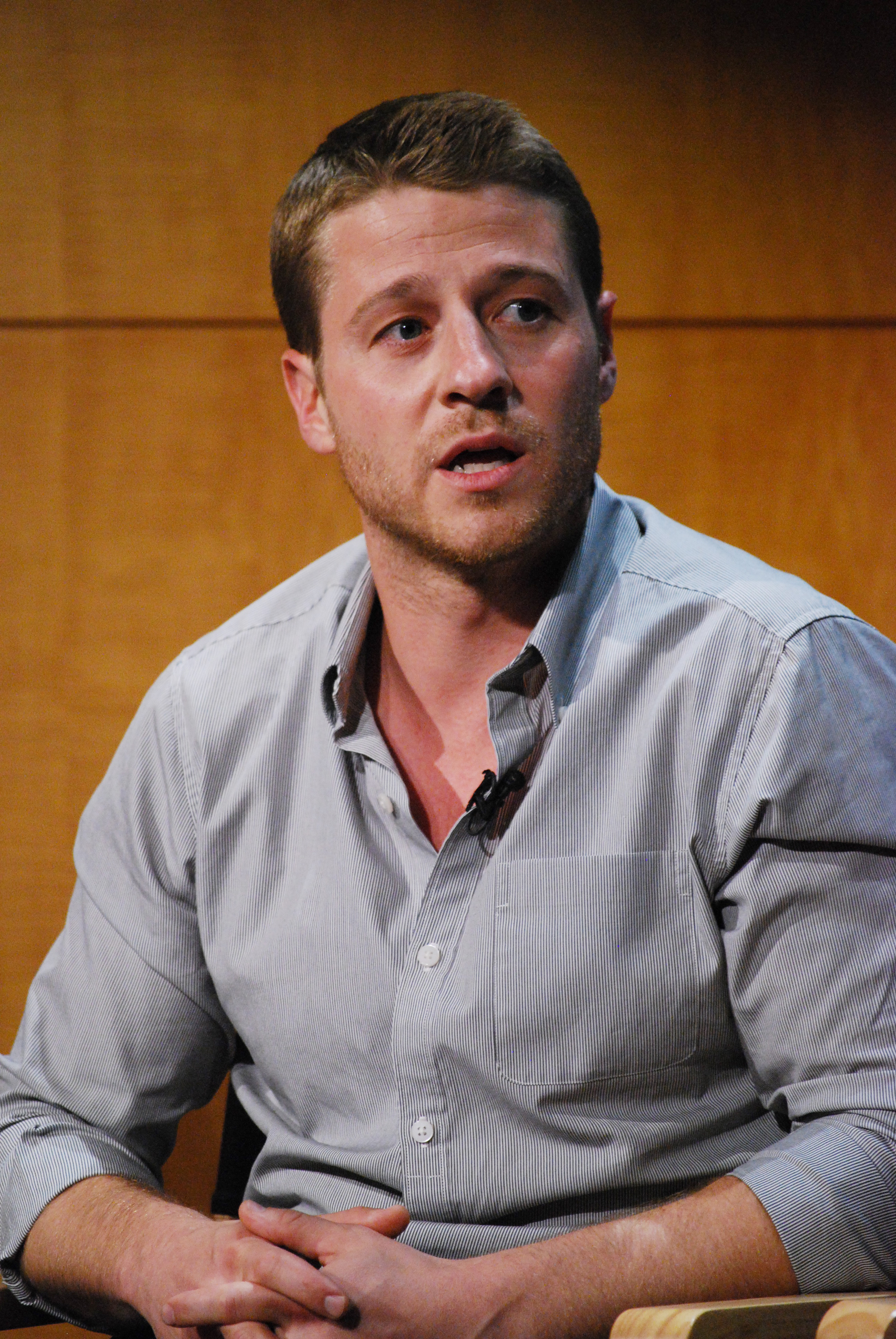
Ben McKenzie interprète James Gordon.
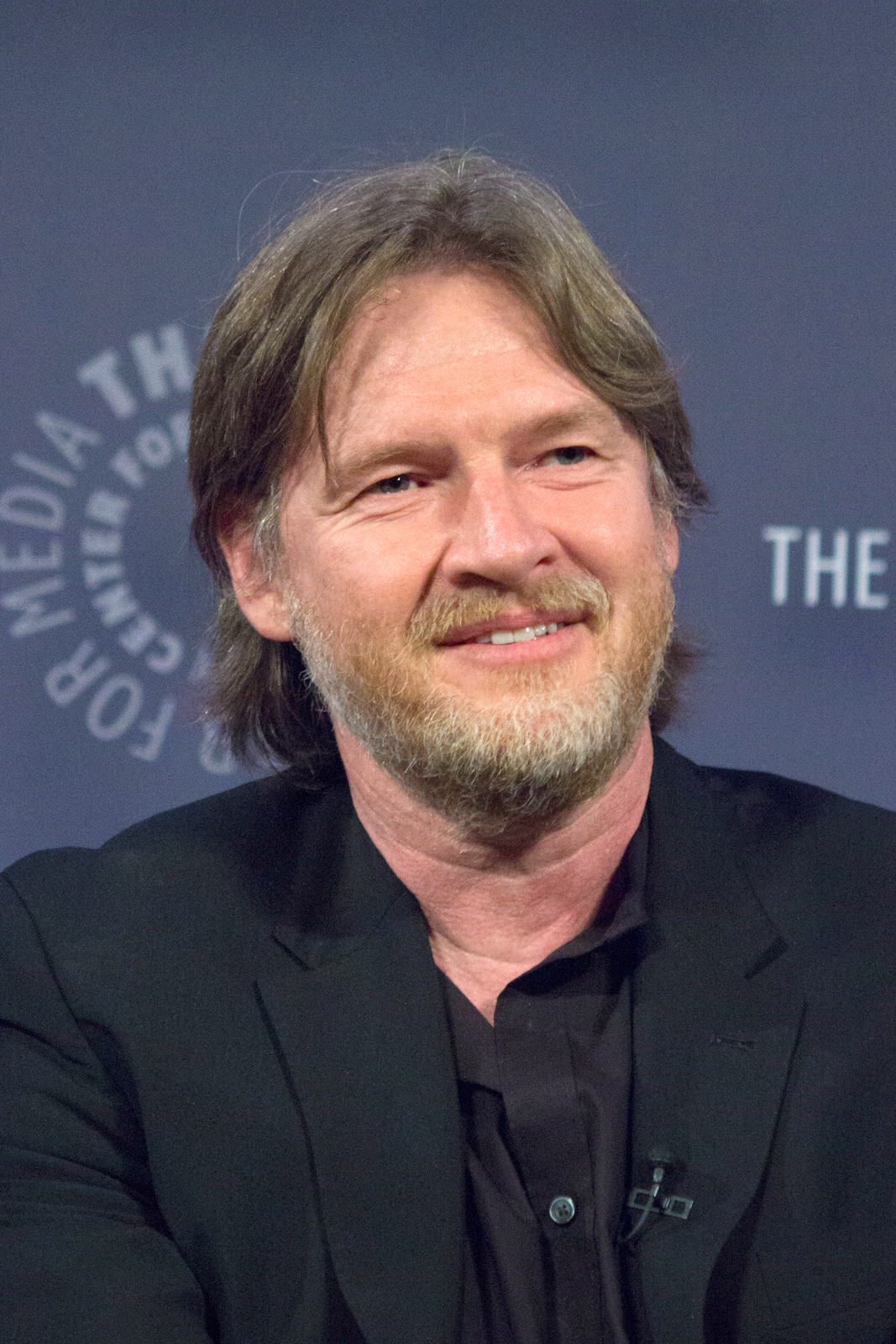
Donal Logue interprète Harvey Bullock.
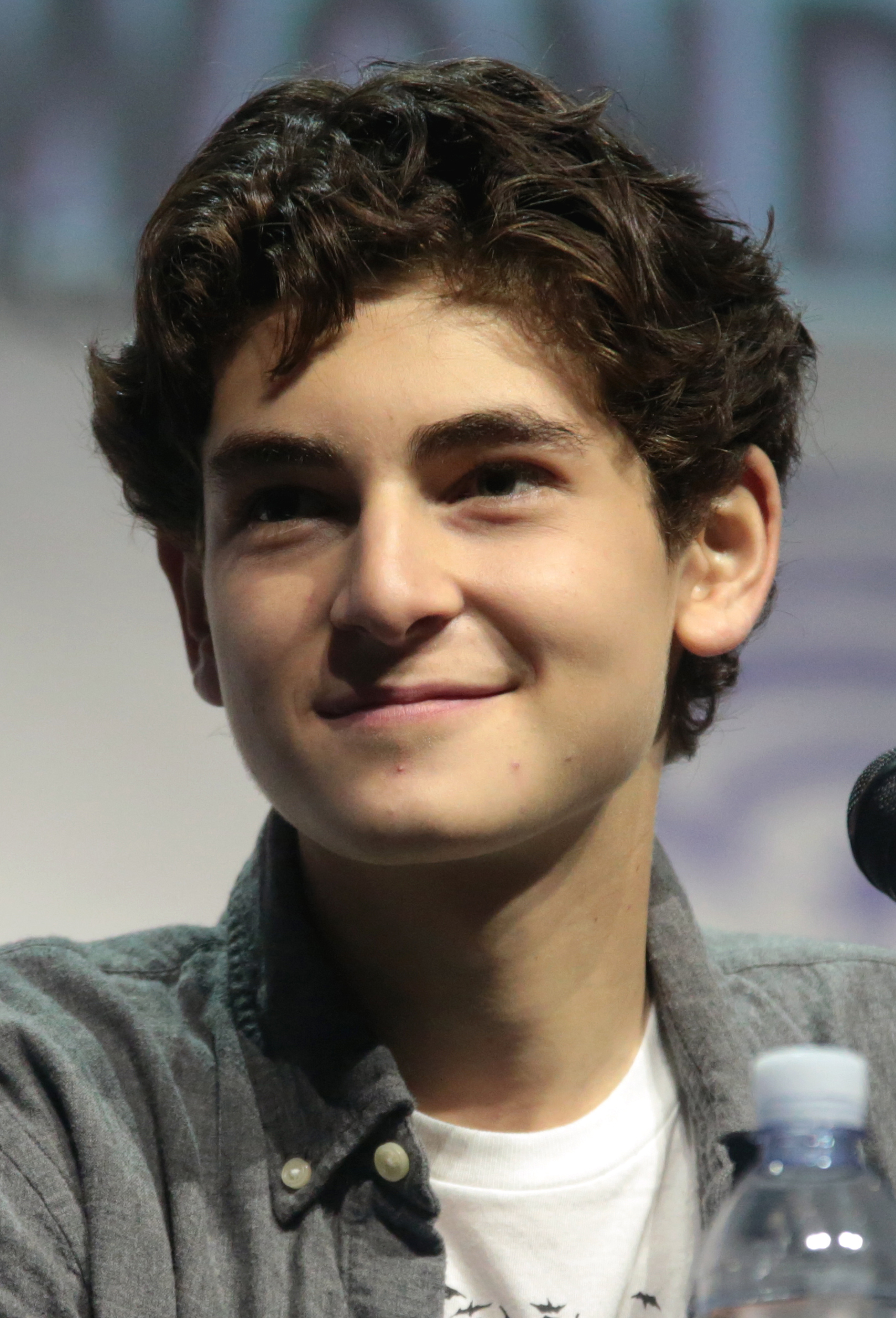
David Mazouz interprète Bruce Wayne.
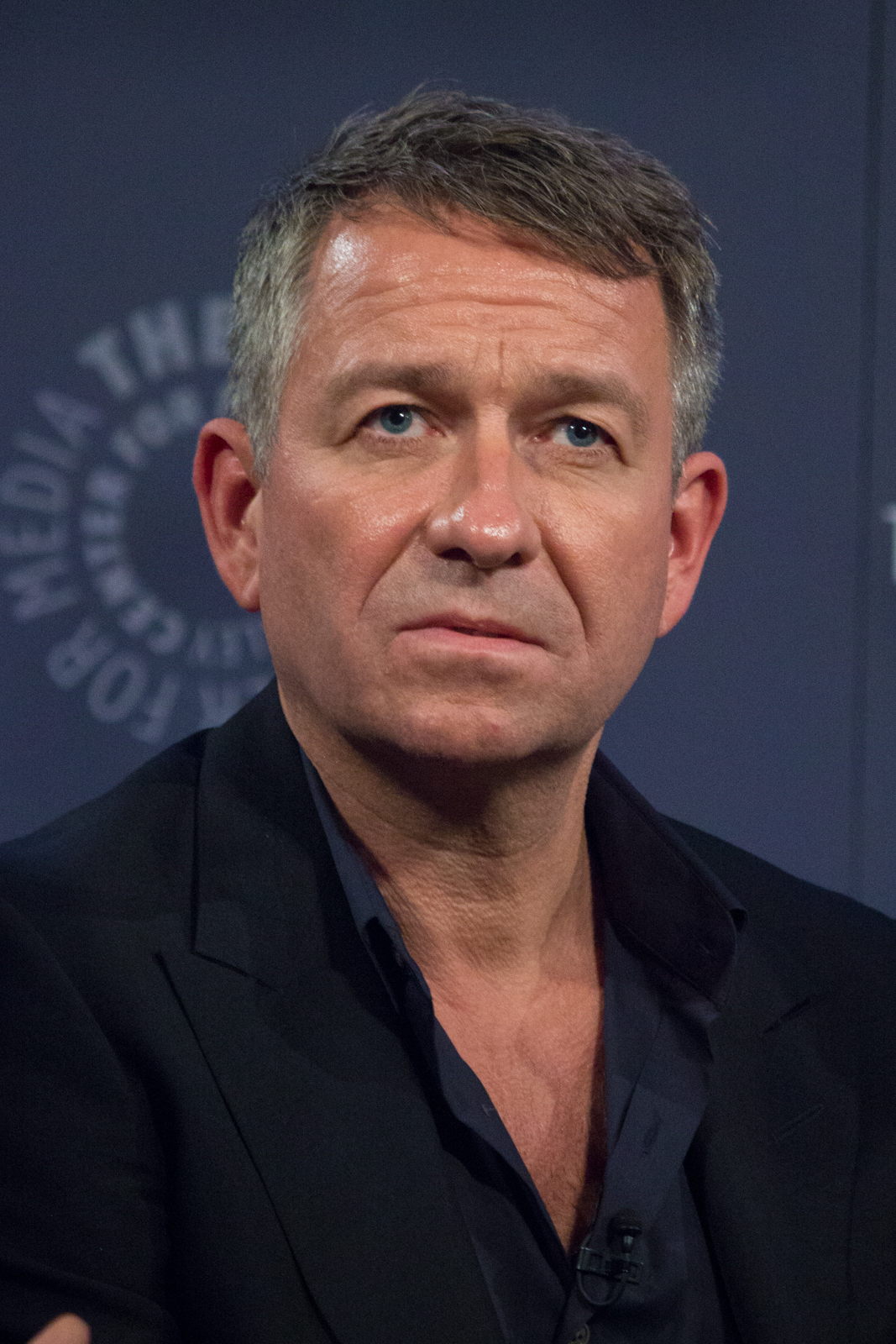
Sean Pertwee interprète Alfred Pennyworth.
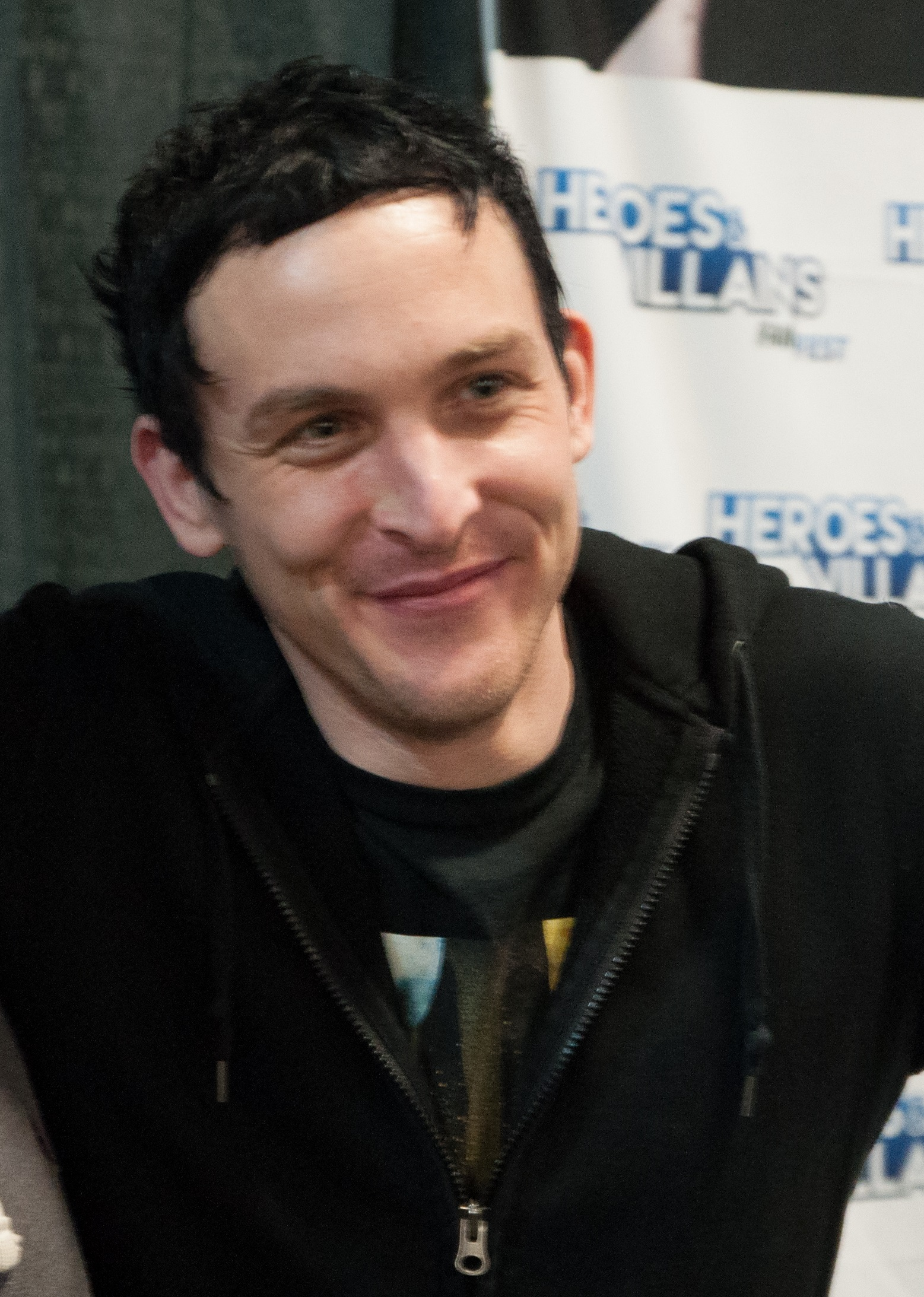
Robin Lord Taylor interprète Oswald Cobblepot / Le Pingouin.
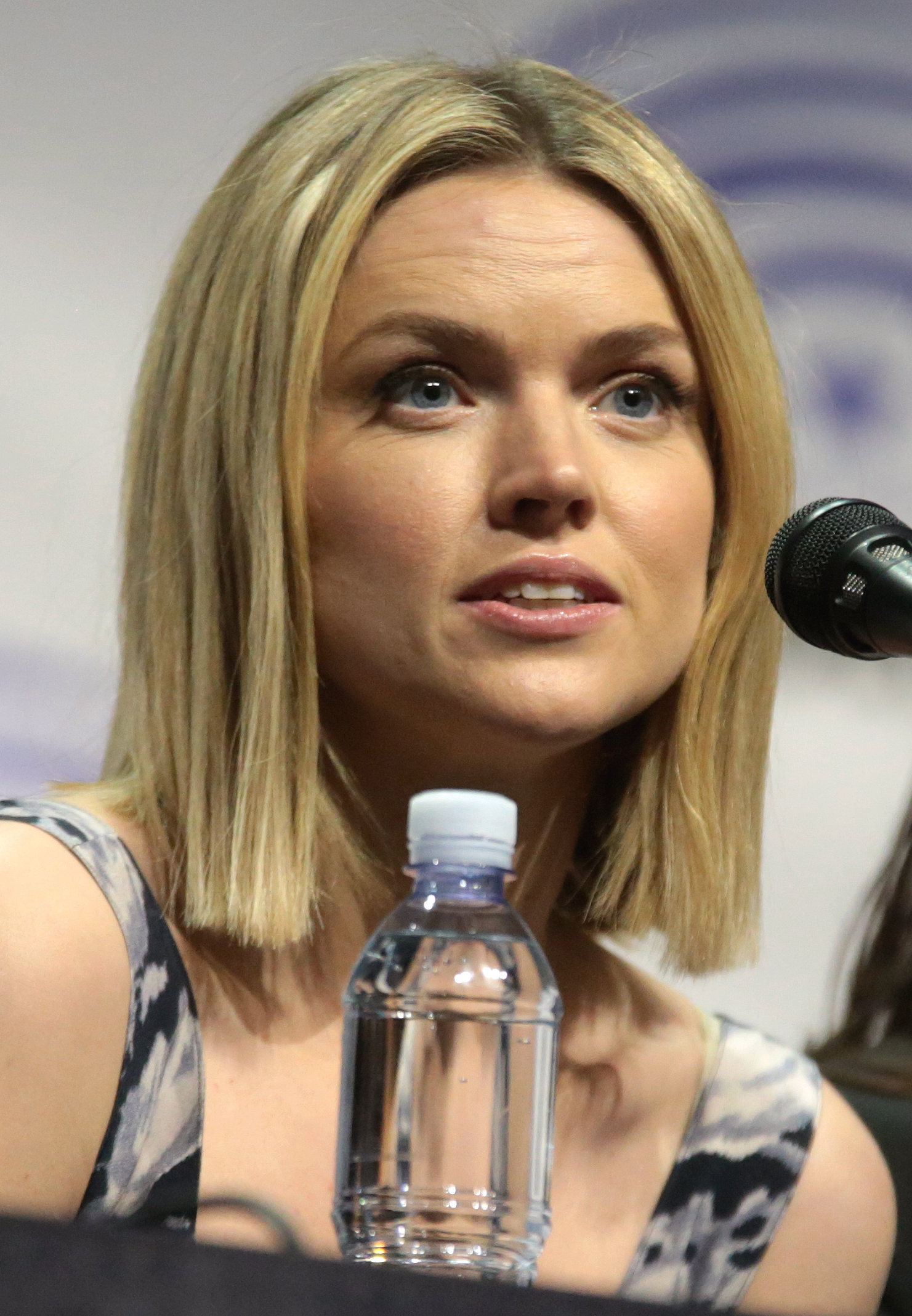
Erin Richards interprète Barbara Kean.
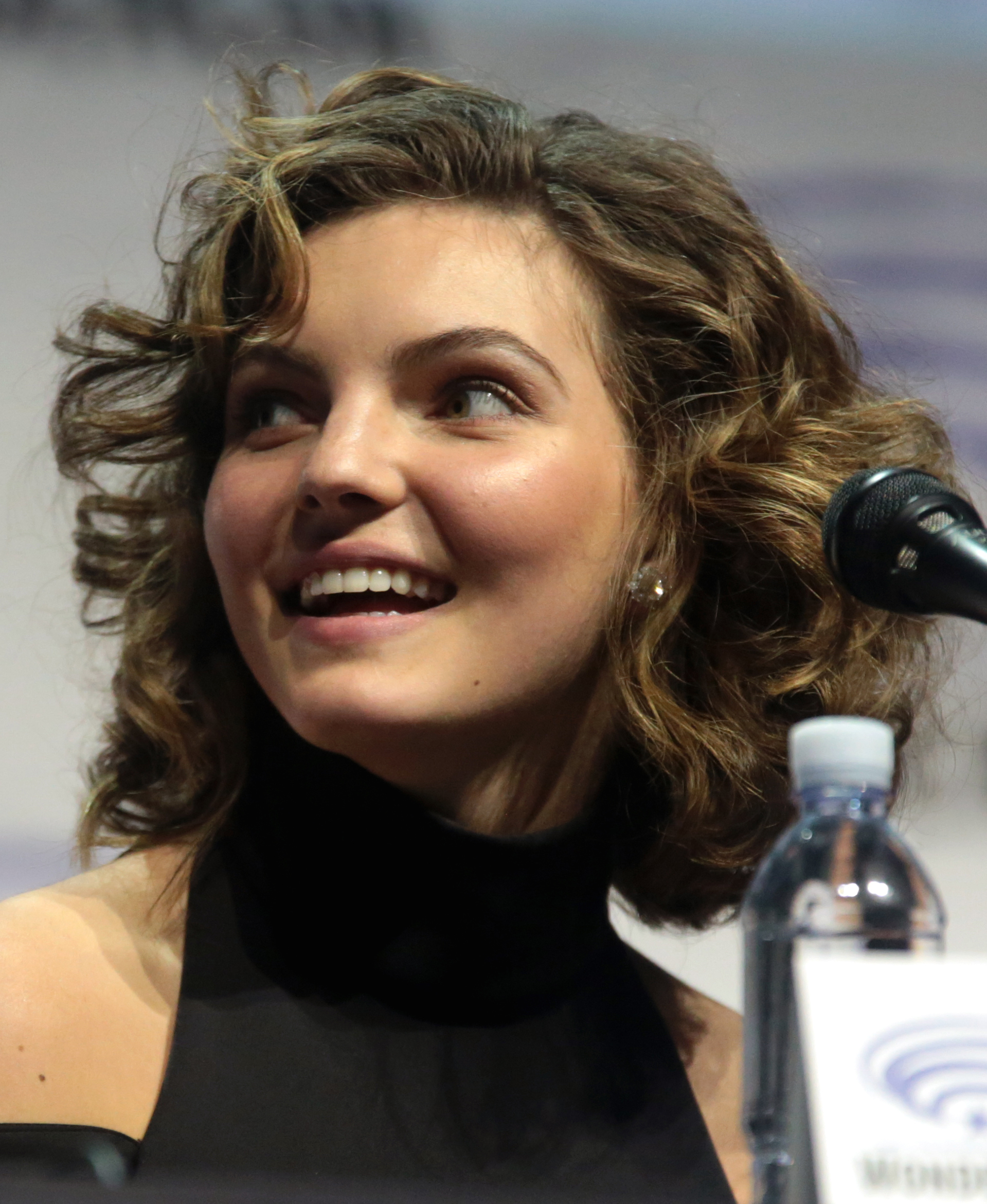
Camren Bicondova interprète Selina Kyle.
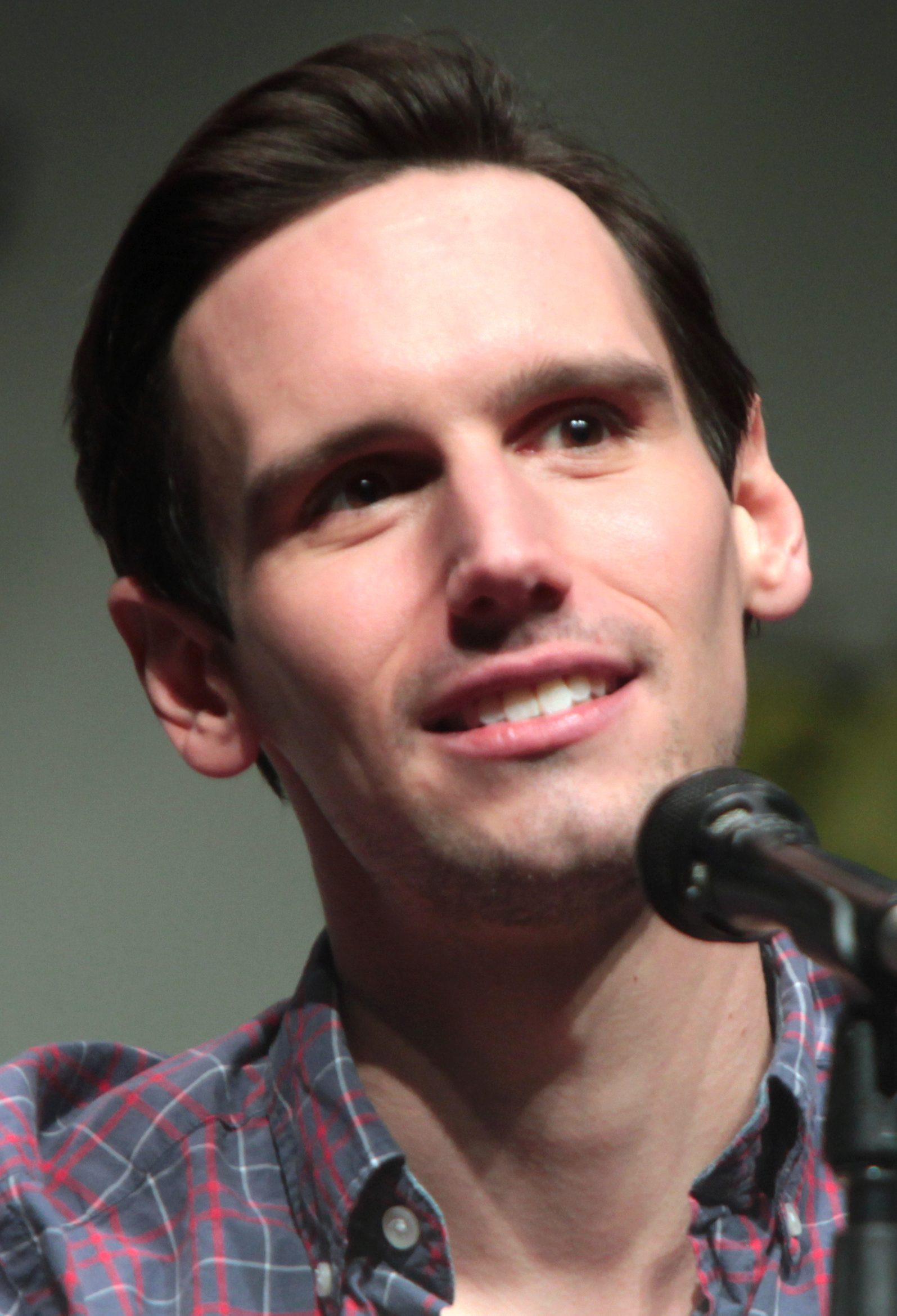
Cory Michael Smith interprète Edward Nygma.
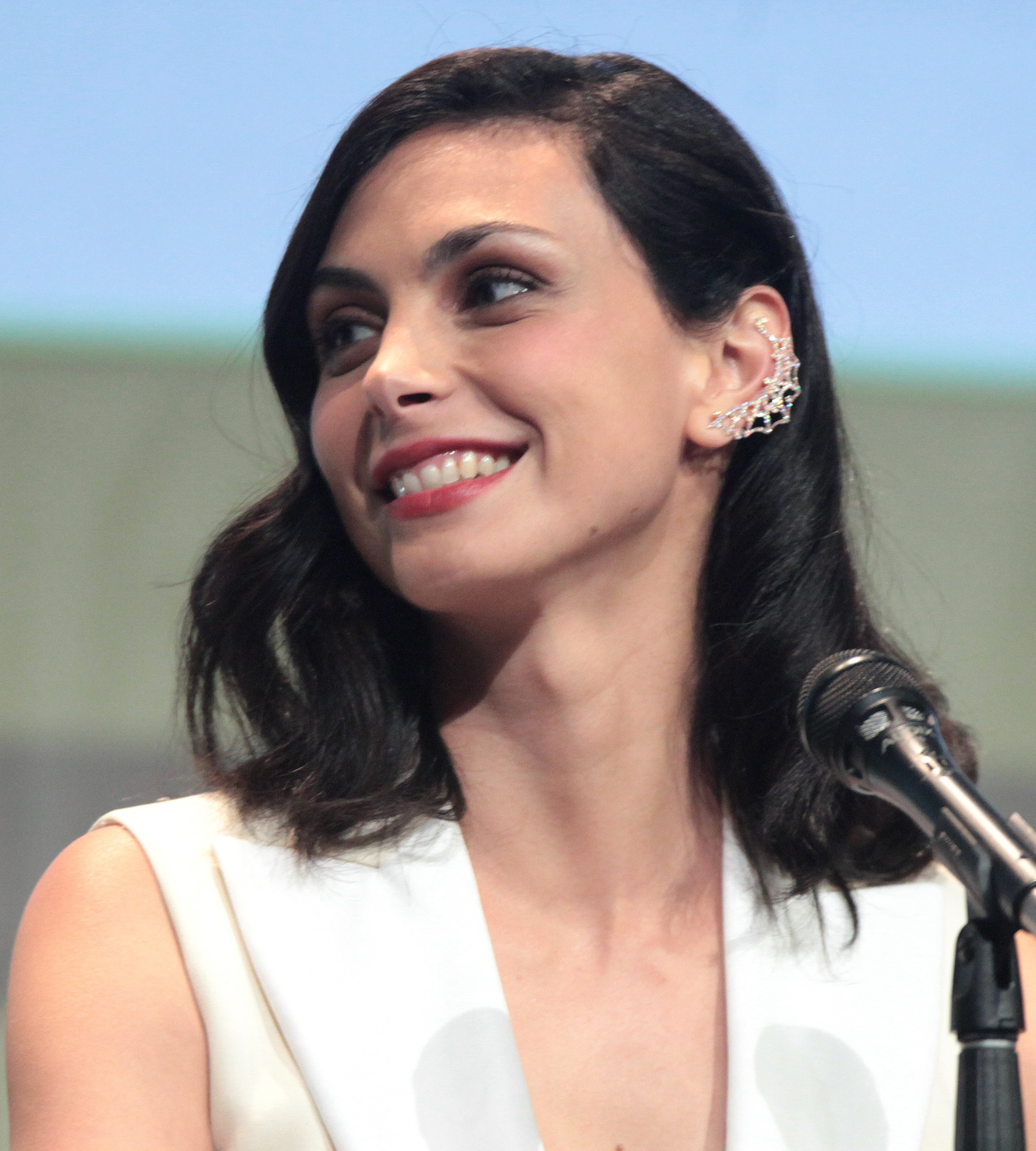
Morena Baccarin interprète Leslie Thompkins.
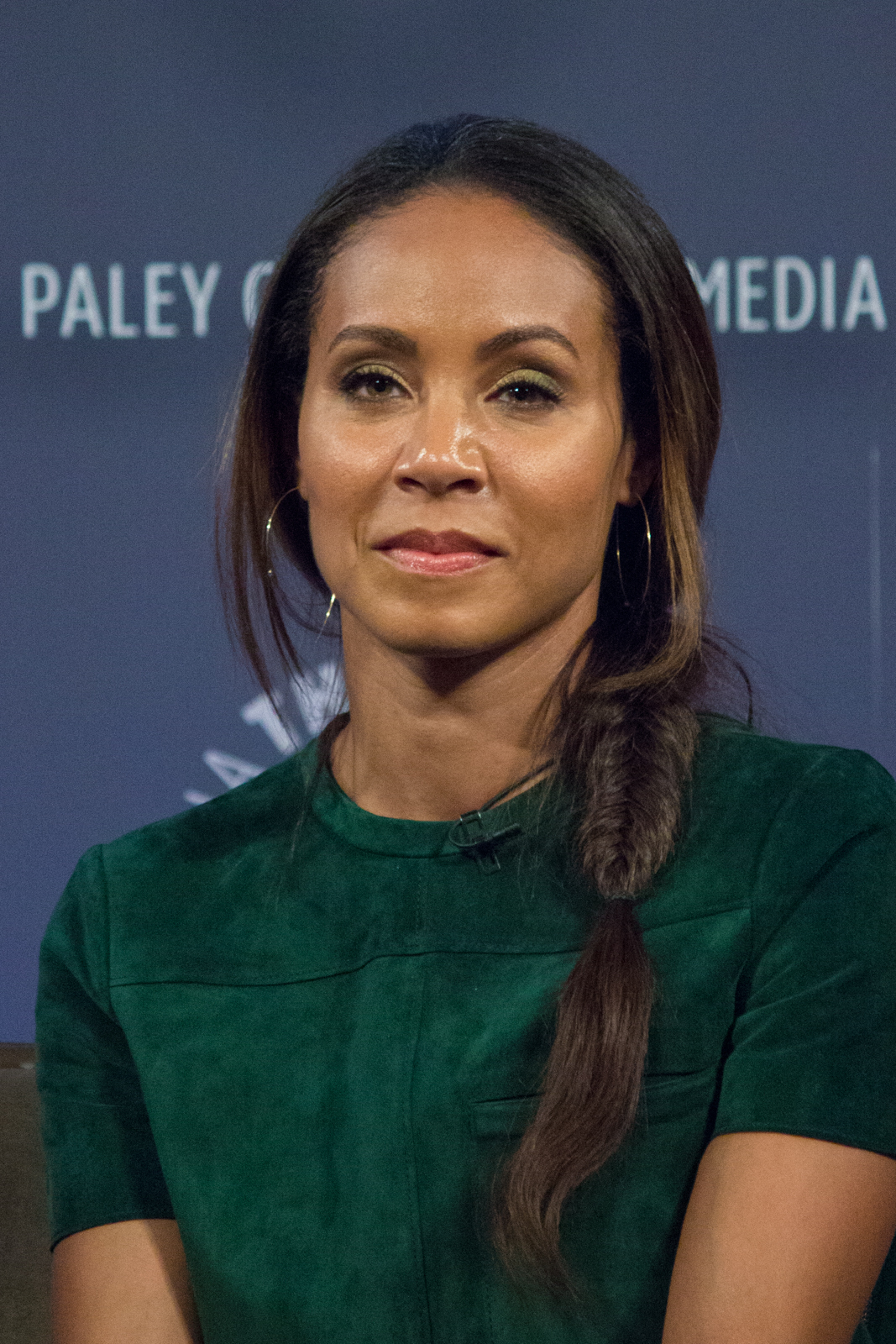
Jada Pinkett Smith interprète Fish Mooney.
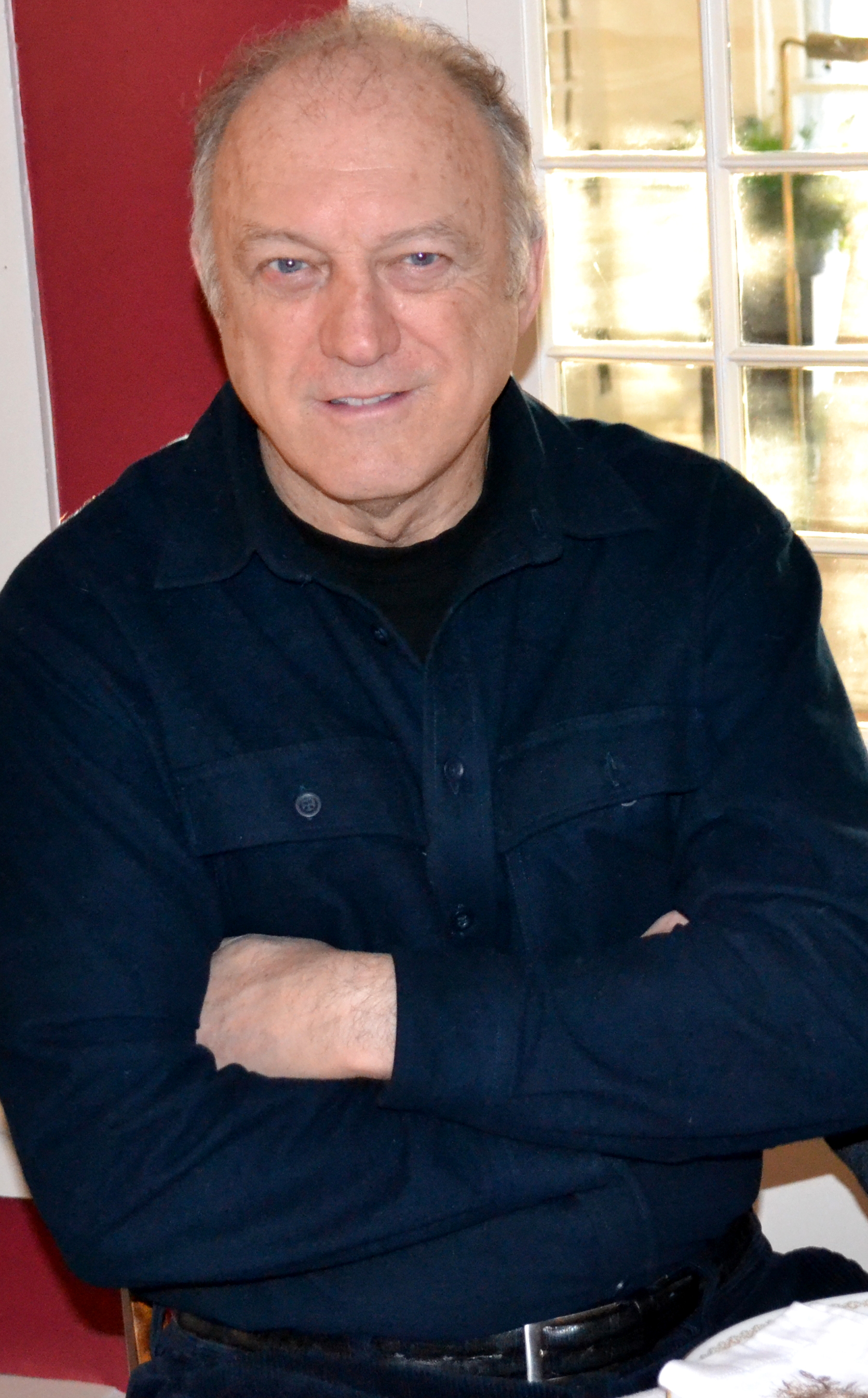
John Doman interprète Carmine Falcone.
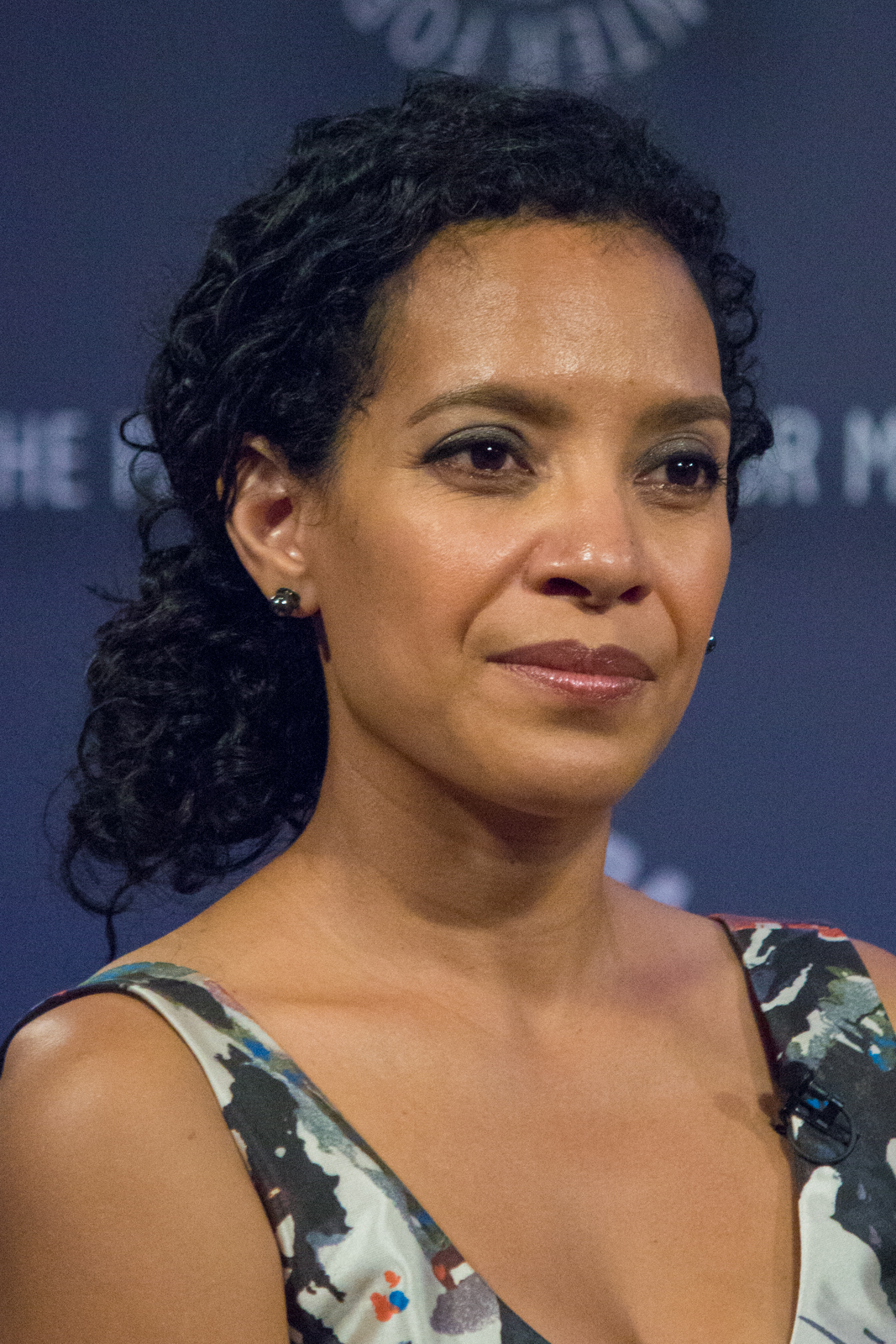
Zabryna Guevara interprète Sarah Essen.
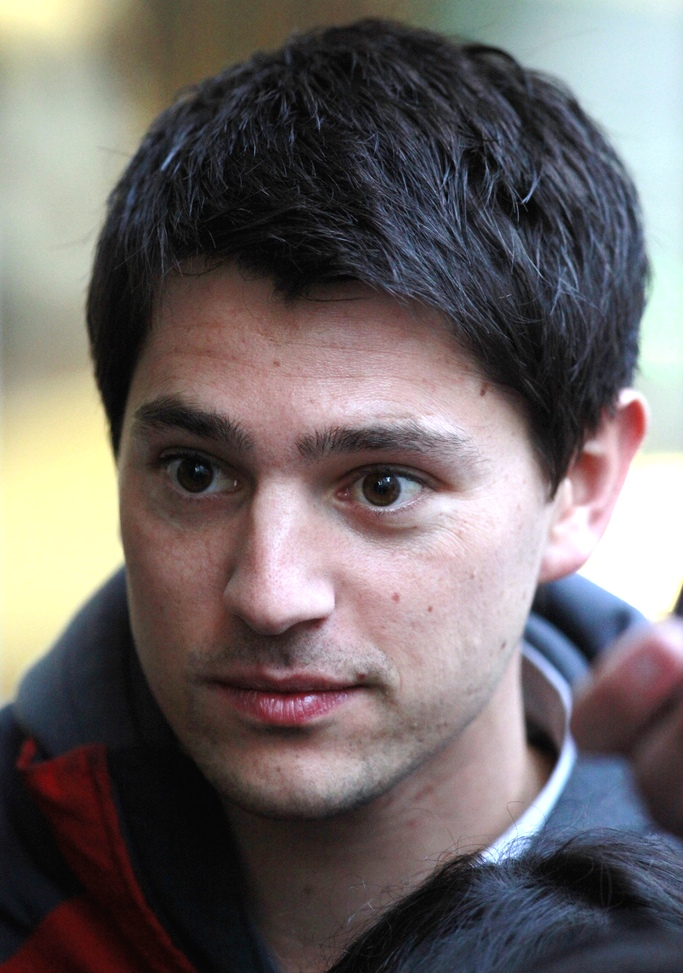
Nicholas D'Agosto interprète Harvey Dent.
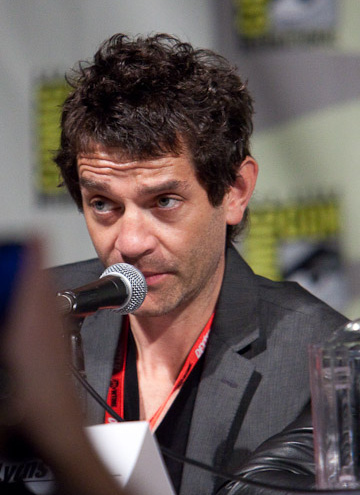
James Frain interprète Theo Galavan.
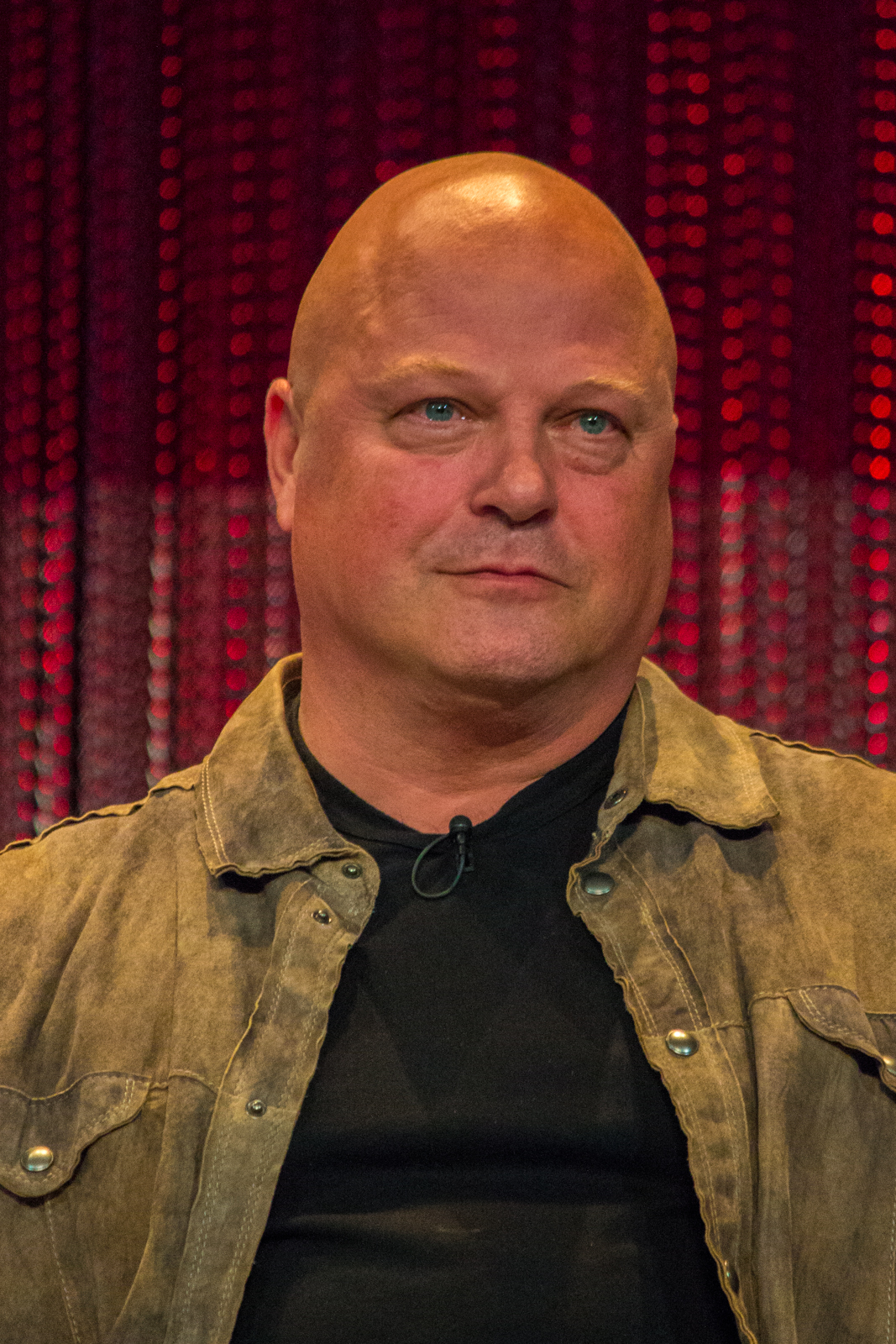
Michael Chiklis interprète Nathaniel Barnes.
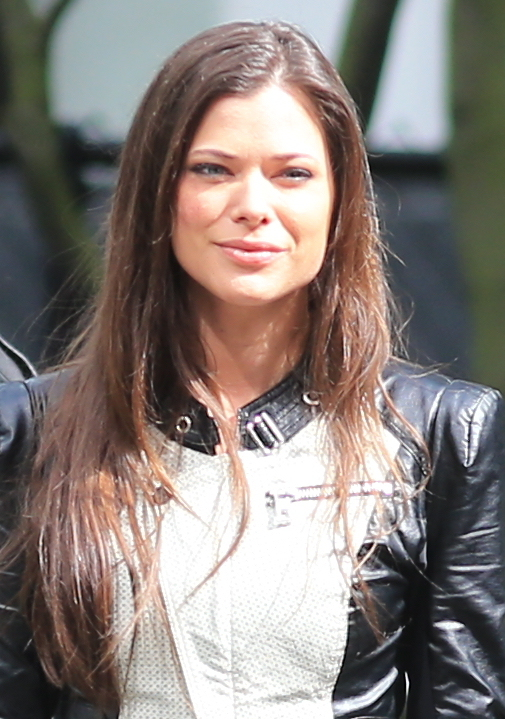
Peyton List interprète Ivy Pepper.
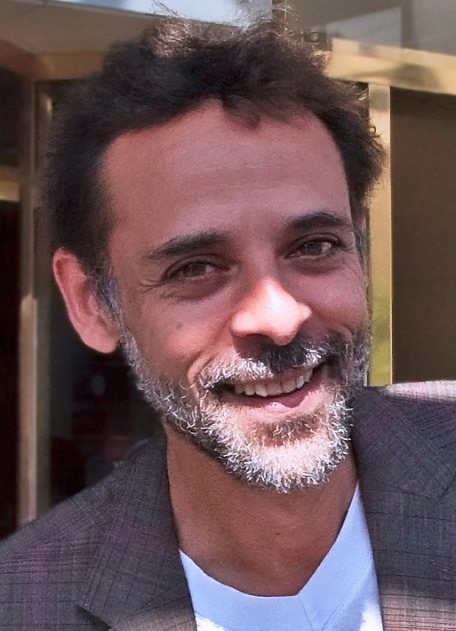
Alexander Siddig interprète Ra's Al Ghul.
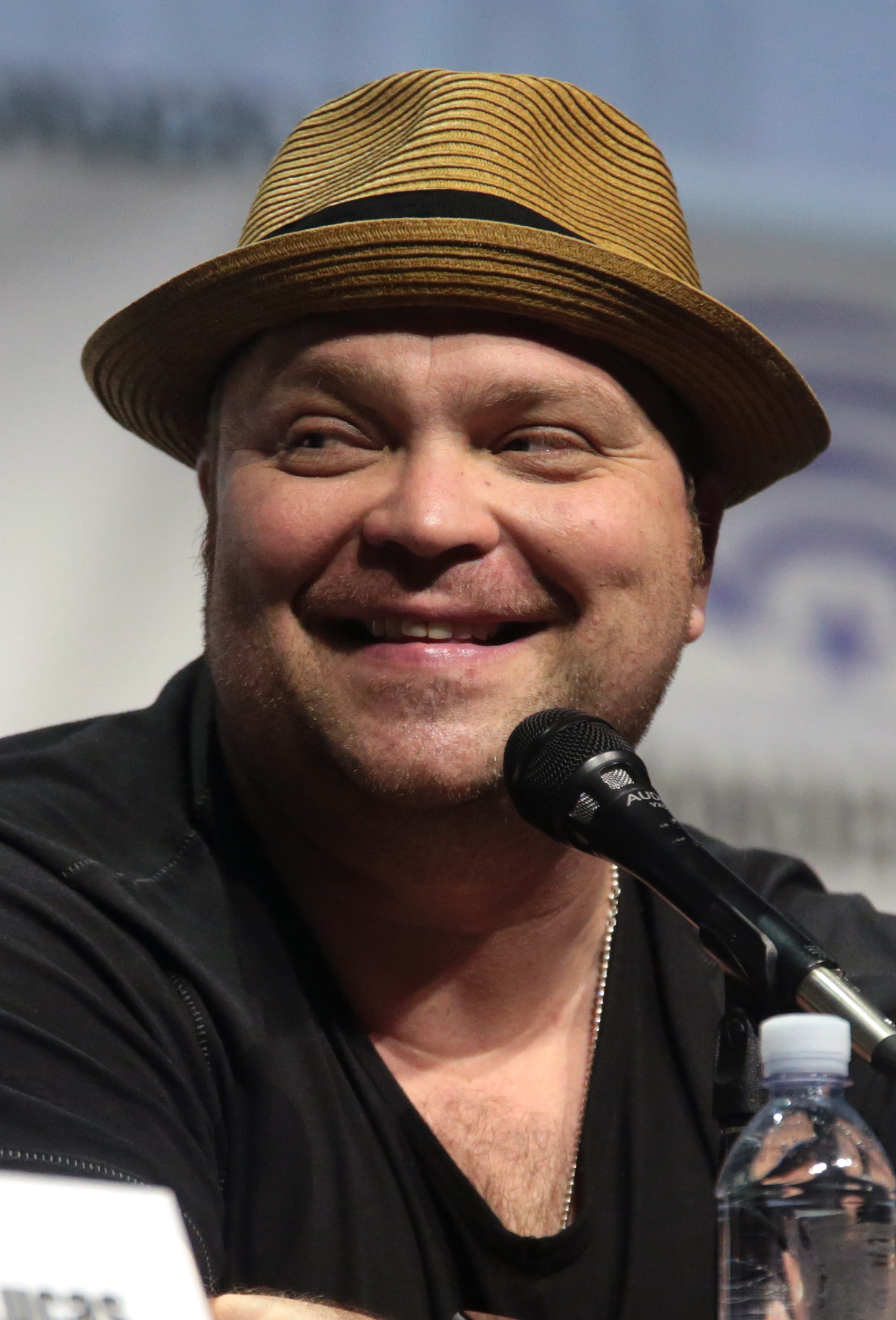
Drew Powell interprète Butch Gilzean.
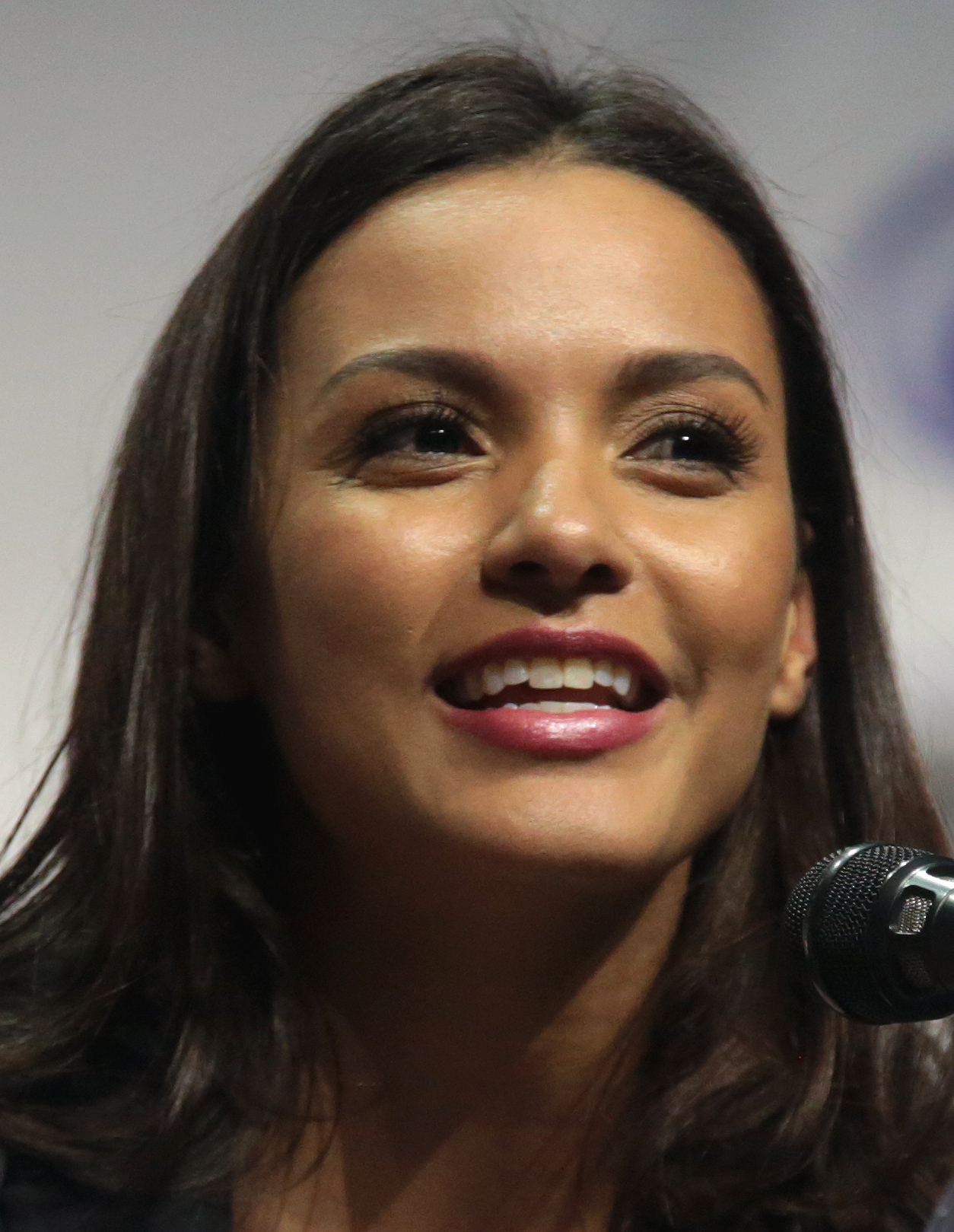
Jessica Lucas interprète Tabitha Galavan.

### Version française
- Société de doublage : TVS[12],[13] (Télévision vidéo services)
- Directeur artistique : Stanislas Forlani[12],[13]
- Adaptation des dialogues : Nicolas Mourguye et Lila Chir[13]

 Source et légende : version française (VF) sur RS Doublage et Doublage Séries Database

## Production

### Conception
En avril 2014, le producteur John Stephens est désigné producteur exécutif de la série par Warner Bros Television. Un signe supplémentaire que le pilote donnera suite à une série.
Dans sa conception d'origine, la série aurait servi comme une simple histoire des premiers jours de Gordon dans les forces de police de Gotham City. L'idée a évolué, pas seulement pour inclure le personnage de Bruce Wayne, mais pour évoquer également les origines de ses futurs antagonistes comme le Pingouin, le Sphinx (L'homme mystère), Catwoman, Double-Face ou Le Joker.

### Développement
Le 24 septembre 2013, Fox place directement le projet Gotham en production, sous la plume de Bruno Heller (Rome, Mentalist). Danny Cannon est plus tard annoncé comme réalisateur du pilote. En parlant du projet au 2014 Winter TCA press tour, le président de Fox, Kevin Reilly, décrit la série comme étant « séparée de tout univers cinématographique que DC Comics tente de construire avec ses films ». Il précise plus tard que l'idée de la série est de « montrer les personnages dans une Gotham sur le point de tomber et comment les événements vont les pousser à devenir les héros du comics, ».
En mai 2014, la Fox annonce officiellement, après le visionnage du pilote de Gotham, la commande du projet en série. FOX commande au moins treize épisodes pour la première saison.
En octobre 2014, la FOX commande une saison complète de la série pour atteindre le nombre de vingt-deux épisodes.
En janvier 2015, FOX annonce la commande d'une deuxième saison.
Le 16 mars 2016, la série est renouvelée pour une troisième saison. Lors d'une interview pour TV Guide en novembre 2016, Ben McKenzie, interprète de Jim Gordon, annonce qu'il réalisera l'épisode 16 de la saison.
Le 10 mai 2017, la série est renouvelée pour une quatrième saison. Cinq jours plus tard lors des Upfronts, Fox annonce le déplacement de la série au jeudi à 20 h dans un bloc fantastique avec la nouvelle série de Seth MacFarlane.
Le 13 mai 2018, FOX annonce le renouvellement de la série pour une cinquième et dernière saison composée de douze épisodes.

### Attribution des rôles
En janvier 2014, des rumeurs prétendent que la star de Sons of Anarchy et Terriers, Donal Logue interpréterait le rôle de James Gordon. L'acteur lui-même a réfuté ces rumeurs via Twitter. Le lendemain, il a été clarifié qu'il avait eu une offre pour incarner Harvey Bullock. En février, l'acteur Ben McKenzie a été auditionné pour le rôle de James Gordon (À noter qu'il avait prêté sa voix au Chevalier Noir dans le film d'animation Batman: Year One, sorti en 2011). La production est prévue de commencer à New York en mars 2014. Le 11, les actrices et acteurs Sean Pertwee, Robin Lord Taylor, Zabryna Guevara et Erin Richards sont confirmés pour les rôles de Alfred Pennyworth, Oswald Cobblepot / Le Pingouin, la Capitaine Essen et Barbara Kean. Le 19, la production annonce que Jada Pinkett Smith jouera le rôle d'un chef de gang sadique et patron du Pingouin.
En mars, la production annonce que Drew Powell a été auditionné pour le rôle récurrent du second du gang de Fish Mooney, Butch Gilzean. David Mazouz, déjà vu dans la série Touch, a été auditionné pour le rôle de Bruce Wayne, condamné à une vie en solitaire après l'assassinat de ses parents ; le personnage sera régulier dans le casting. Camren Bicondova a été auditionné pour le rôle de Selina Kyle/Catwoman, adolescente orpheline suspicieuse et totalement imprévisible.
En avril, la production annonce que Cory Michael Smith a été auditionné pour le rôle d'Edward Nygma qui deviendra plus tard le Sphinx (l'Homme Mystère). En mai, la production annonce qu'après le pilote, les acteurs d'Edward Nygma, Renee Montoya et Crispus Allen feront partie des acteurs principaux. En juillet, Carol Kane rejoint la distribution dans le rôle récurrent de Gertrud Kapelput, la mère d'Oswald Cobblepot. Le même mois, Kyle Massey rejoint également la distribution dans un rôle récurrent en interprétant Macky (un enfant négligé et maltraité qui vit dans les rues de Gotham). En marge du Comic-Con de San Diego, Bruno Heller révèle que les personnages d'Hugo Strange et d'Harvey Dent apparaîtront dans le courant de la première saison.
En août, David Zayas et John Doman ont obtenu les rôles récurrents de Salvatore Maroni et de son rival Carmine Falcone.
En octobre 2014, Nicholas D'Agosto ainsi que Morena Baccarin décrochent un rôle récurrent devenu régulier pour la deuxième saison,,,.
En mars 2015, Jada Pinkett Smith (Fish Mooney) annonce qu'elle ne sera pas de retour après la finale de la première saison alors que Chris Chalk décroche un rôle récurrent devenu régulier pour la deuxième saison,,.
Pour la deuxième saison, James Frain, Jessica Lucas et Natalie Alyn Lind décrochent un rôle récurrent, alors que Michael Chiklis décroche un rôle principal.
En juillet 2016, Jada Pinkett Smith annonce finalement qu'elle sera de retour à la fin de la seconde saison
Pour la troisième saison, Maggie Geha succède à Clare Foley dans le rôle d'Ivy Pepper la future Poison Ivy, alors que Jamie Chung, James Carpinello et Benedict Samuel (en) obtiennent un rôle récurrent.
En octobre 2016, Ivana Miličević est confirmée dans le rôle de Maria Kyle, la mère de Selina Kyle. En novembre 2016, James Remar est confirmé dans le rôle de l'oncle de James Gordon, tandis que Cameron Monaghan confirme son retour de Jerome Valeska au milieu de la troisième saison.

### Tournage
Le tournage du pilote a commencé en mars 2014 à New York dans le quartier de Manhattan.
Le 11 décembre 2018, le producteur, scénariste et réalisateur Tze Chun annonce sur Twitter la fin de la production avec le 100e épisode. À cette occasion, l'équipe technique ainsi que la distribution fête l'évènement autour d'un gâteau.

### Fiche technique
- Titre original et français : Gotham
- Création : Bruno Heller
- Réalisation : Danny Cannon (pilote), Rob Bailey, T.J. Scott, Eagle Egilsson, Nathan Hope, Louis Shaw Milito, Nick Copus, John Behring, Kenneth Fink, Scott White, Mark Tonderai, Paul A. Edwards, Jeffrey G. Hunt, John Stephens, Ben McKenzie, Oz Scott, Bill Eagles, Hanelle M. Culpepper, Maja Vrvilo, Erin Richards, Dermot Downs, Guy Ferland, Karen Gaviola, Tim Hunter, Wendey Stanzler, Larysa Kondracki, Olatunde Osunsanmi, Annabelle K. Frost et Carol Banker
- Scénario : Bruno Heller, d'après les personnages de DC Comics créés par Bob Kane et Bill Finger, Tse Chun, Mega Mostyn-Brown, John Stephens, Danny Cannon, Ken Woodruff, Robert Hull, Steven Lilien, Bryan Wynbrandt, Seth Boston, Jordan Harper, Rebecca Perry Cutter, Iturri Sosa, Peter Blake, Charlie Huston, Ben Edlund, Jim Barnes, Ben McKenzie, Chad Fiveash, James Patrick Stoteraux, Rebecca Dameron, Sue Chung, Denise Thé et Kim Newton
- Direction artistique : Anu Schwartz, Laura Ballinger, Charley Beal, Kim Karon, Doug Huszti, David Dean Ebert, Robert Vukasovich et C.J. Simpson
- Création de Décors : Richard Berg, Doug Kraner et Daniel Novotny
- Costumes : Lisa Padovani, John Glaser et Joshua Quinn
- Photographie : David Stockton, Christopher Norr, Crescenzo G.P. Notarile, Scott Kevan et Thomas Yatsko
- Montage : Daniel Gabbe, Barrie Wise, Leland Sexton, Sarah C. Reeves, John Ganem, Mark C. Baldwin, David Ekstrom et Kevin Ward
- Musique : Graeme Revell et David E.Russo
- Casting : Sharon Bialy, Beth Bowling, Kim Miscia, Gohar Gazazyan, Sherry Thomas, Michael Rios et Nick Gereffi
- Production : Thomas J. Whelan
- Production exécutive : Bruno Heller, Danny Cannon et John Stephens ; Anabelle K. Frost (associée)
- Sociétés de production : Primrose Hill Productions, DC Comics, Warner Bros. Television
- Sociétés de distribution (télévision) : FOX
- Budget : 4 000 000 de dollars par épisode[64]
- Pays d'origine :  États-Unis
- Langue originale : anglais
- Format : couleurs - 1,78:1 - son Dolby Digital
- Genre : série policière, dramatique et action
- Durée : 100 x 42 minutes
- Lieu de tournage : New York, État de New York
- Lieu d'action : Gotham City, État de New York

 Sauf indication contraire, les informations mentionnées dans cette section peuvent être confirmées par la base de données cinématographiques IMDb,  présente dans la section « Liens externes ».

### Diffusion internationale
- États-Unis : FOX
- Canada : CTV puis CTV 2
- Québec : MusiquePlus, V et Netflix
- France : TMC (Groupe TF1), Netflix et Warner TV
- Belgique : La Deux

## Épisodes
Les quatre premières saisons sont composées de vingt-deux épisodes chacune, la cinquième et dernière saison est composée de douze épisodes.
| Saison | Nombre d'épisodes | Diffusion originale sur Fox | Diffusion originale sur Fox | Diffusion originale sur Fox | Dates de sortie DVD et disques Blu-ray | Dates de sortie DVD et disques Blu-ray |
| Saison | Nombre d'épisodes | Années                      | Début de saison             | Fin de saison               | Zone 1 (dont États-Unis)               | Zone 2 (dont France)                   |
| ------ | ----------------- | --------------------------- | --------------------------- | --------------------------- | -------------------------------------- | -------------------------------------- |
| 1      | 22                | 2014-2015                   | 24 septembre 2014           | 4 mai 2015                  | 8 septembre 2015                       | 11 mai 2016                            |
| 2      | 22                | 2015-2016                   | 21 septembre 2015           | 23 mai 2016                 | 16 août 2016                           | 12 octobre 2016                        |
| 3      | 22                | 2016-2017                   | 19 septembre 2016           | 5 juin 2017                 | 29 août 2017                           | 6 juin 2018                            |
| 4      | 22                | 2017-2018                   | 21 septembre 2017           | 17 mai 2018                 | 21 août 2018                           | 23 janvier 2019                        |
| 5      | 12                | 2019                        | 3 janvier 2019              | 25 avril 2019               | 24 août 2019                           | 26 février 2020                        |

## Accueil

### Audiences

#### Aux États-Unis
Le lundi 22 septembre 2014, Fox diffuse l'épisode pilote qui s'effectue devant 8,21 millions de téléspectateurs avec un taux de 3,2 % sur les 18/49 ans, soit un lancement satisfaisant. Les vingt-deux épisodes qui composent la première saison ont réuni en moyenne 6,10 millions de téléspectateurs avec un taux de 2,2% sur la cible commerciale.
Le lundi 21 septembre 2015, la série revient pour une deuxième saison devant 4,57 millions de fidèles, et un taux de 1,6% sur les 18/49 ans, soit une forte baisse par rapport au lancement de la première saison. Le second épisode effectue une hausse en réunissant 4,65 millions de telespectateurs avec un taux stable sur la cible commerciale et réalise donc la meilleure audience de la saison. Les vingt-deux épisodes qui composent la deuxième saison ont établi une moyenne de 4,09 millions de téléspectateurs avec un taux de 1,4% sur la cible fétiche des annonceurs, soit une perte de 2 millions de fidèles.
| Saison | Nombre d’épisodes | Diffusion originale | Diffusion originale | Diffusion originale | Diffusion originale            |
| Saison | Nombre d’épisodes | Années              | Début de saison     | Fin de saison       | Audience moyenne (en millions) |
| ------ | ----------------- | ------------------- | ------------------- | ------------------- | ------------------------------ |
| 1      | 22                | 2014-2015           | 22 septembre 2014   | 4 mai 2015          | 6,10                           |
| 2      | 22                | 2015-2016           | 21 septembre 2015   | 23 mai 2016         | 4,09                           |
| 3      | 22                | 2016-2017           | 19 septembre 2016   | 5 juin 2017         | 3,31                           |
| 4      | 22                | 2017-2018           | 21 septembre 2017   | 17 mai 2018         | 2,43                           |
| 5      | 12                | 2019                | 3 janvier 2019      | 25 avril 2019       | 2,25                           |

#### Au Canada
Le pilote a réalisé une audience de 2,4 millions de téléspectateurs sur CTV.

#### Dans les pays francophones
Pour son lancement français, Gotham réalise un record d'audience pour une chaîne TNT en l'occurrence TMC avec 1,2 million de téléspectateurs.

## Produits dérivés

### Sorties DVD et disques Blu-ray
| Intitulé du coffret                  | Nombre d'épisodes | Dates de sortie     | Dates de sortie | Nombre de disques | Nombre de disques | Société de distribution         |
| Intitulé du coffret                  | Nombre d'épisodes | États-Unis (Zone 1) | France (Zone 2) | DVD               | Blu-ray           | Société de distribution         |
| ------------------------------------ | ----------------- | ------------------- | --------------- | ----------------- | ----------------- | ------------------------------- |
| Gotham - Intégrale de la saison 1    | 22                | 8 septembre 2015    | 11 mai 2016     | 6                 | 4                 | Warner Bros. Home Entertainment |
| Gotham - Intégrale de la saison 2    | 22                | 16 août 2016        | 12 octobre 2016 | 6                 | 4                 | Warner Bros. Home Entertainment |
| Gotham - Intégrale de la saison 3    | 22                | 29 août 2017        | 6 juin 2018     | 6                 | 4                 | Warner Bros. Home Entertainment |
| Gotham - Intégrale de la saison 4    | 22                | 21 août 2018        | 23 janvier 2019 | 5                 | 4                 | Warner Bros. Home Entertainment |
| Gotham - Intégrale de la saison 5    | 12                | 24 août 2019        | 26 février 2020 | 3                 | 3                 | Warner Bros. Home Entertainment |
| Gotham - Intégrale des saisons 1 à 5 | 100               | TBA                 | 3 juin 2020     | 26                | 19                | Warner Bros. Home Entertainment |

## Distinctions
| Année | Prix                                 | Catégorie                      | Nomination         | Résultat   |
| ----- | ------------------------------------ | ------------------------------ | ------------------ | ---------- |
| 2017  | 19e cérémonie des Teen Choice Awards | Meilleure série d'action       | Gotham             | Nomination |
| 2017  | 19e cérémonie des Teen Choice Awards | Meilleur vilain dans une série | Cory Michael Smith | Nomination |

## Lien avec l'Arrowverse
Victoria Cartagena a interprété une autre version de Renee Montoya dans la saison 3 de Batwoman (2021-2022).